# شهرستان لوگان (ایلینوی)
شهرستان لوگان، ایلینوی (به انگلیسی: Logan County, Illinois) یک سکونتگاه مسکونی در ایالات متحده آمریکا است که در ایلینوی واقع شده‌است.

## نگارخانه

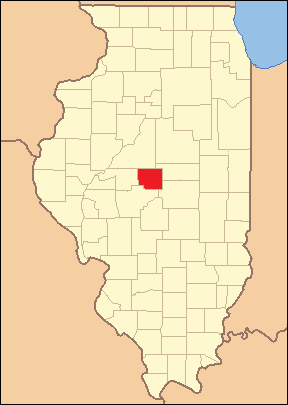
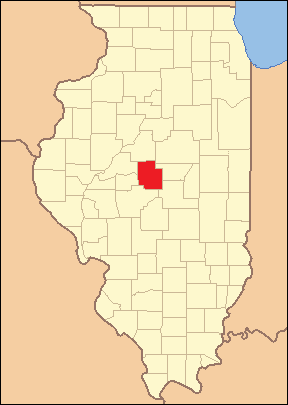
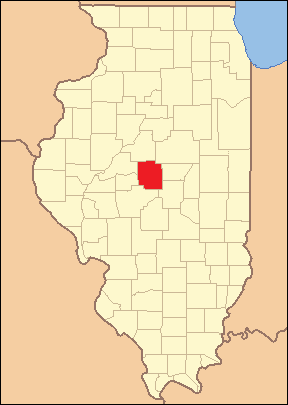